# Нотингем
Нотингем (енгл. Nottingham) је град у Уједињеном Краљевству у Енглеској. Налази се на реци Трент. Према процени из 2007. у граду је живело 244.411 становника. Град је значајан и по легенди о Робину Худу.

## Историја
Прва насеља у том подручју су из периода пре Римљана. У англо-саксонско доба око 600. град је био део краљевине Мерсија. Дански Викинзи су 867. заузели град и касније је постао један од пет утврђених градова области данског закона, тј под данском влашћу.
У 11. веку Вилијам Освајач је изградио Нотингемски замак крај реке Трент. Англо-саксонско насеље се развило у град са већницом и судом. Развило се такође једно насеље на близу замка на супротном брду и то је било француско насеље за подршку Норманима у замку.
За време индустријске револуције Нотингем је био познат по текстилној индустрији, а посебно као међународни центар производње чипки. Брз раст града и лоше планирање створили су крај Нотингама један од најгорих сламова у Британској империји не рачунајући Индију. Становници слама су се 1831. побунили против војводе од Њукасла, који се опирао реформском закону из 1832. Запалили су војводин Нотингемски замак.
Након Другог светског рата текстилна индустрија је декадама постајала све слабија, тако да је данас остало веома мало текстилне индустрије.

## Робин Худ
Легенда о Робин Худу први пут се појавила у средњем веку. Наводно је живео у шервудској шуми, која се протезала од Нотингема до Донкастера. Већина Робина Худа повезују са Нотингемом и Нотингемширом, али постоје и они који тврде да долази из Јоркшира. Главни противник Робина Худа био је шериф од Нотингема.
Легенда о Робину Худу је туристички веома значајна за Нотингем. У Нотингему се налази његова статуа.

## Знаменитости
- Нотингемске пећине

Нотингемске пећине су вештачки направљене пећине још пре индустријске револуције дубљењем у пешчару и постале су значајне, јер се створила читава мрежа пећина, које су направили људи. Пећине представљају туристичку атракцију и део њих се може обићи.
Најпре су служиле као заштита и склониште, а касније је мрежу пећина проширила сиротиња, која је радила у индустрији Нотингема. Већина пећина је служила као складиште у 18. веку, а било је људи у пећинама све до 1924. За време бомбардовања у Другом светском ратау служуле су као склониште.
- Нотингемски замак је изградио Вилијам Освајач. Нотингемски замак је био чувен током целога средњег века као једно од најјачих упоришта. Веома мало је остало од замка, јер је касније ту изграђена палата
- Трг старе пијаце (Олд маркет сквер) представља жаришну тачку града и наводно је највећи отворени трг у Енглеској са 22.000 m² површине.

## Образовање и култура
Нотингем има два универзитета: Универзитет Нотингем и Нотингем Трент универзитет. Заједно их похађа 40.000 студената. Два велика театра се налазе у Нотингему.

## Становништво
Према процени, у граду је 2008. живело 244.411 становника.
| 1981.   | 1991.   | 2001.   |
| ------- | ------- | ------- |
| 273.300 | 270.222 | 249.584 |

## Партнерски градови
- Карлсруе
- Темишвар
- Љубљана
- Гент
- Минск
- Хараре

## Спорт
- ФК Нотингем Форест, освајач Купа европских шампиона 1979. и 1980.